# Juin 1930

## Événements
- 8 juin : 
  - Acte colonial au Portugal. Suspension des subventions. L’administration des colonies est directement rattachée à la métropole. La Loi Coloniale confirme le rôle privilégié des missions catholiques dans l’éducation.
  - Rentré d’exil avec la complicité du Parti paysan, porté par une vague de popularité, Carol II est proclamé roi de Roumanie par le Parlement tandis que son fils Michel devient « grand voïévode ».). Il appelle au pouvoir son ancien tuteur l’historien Nicolae Iorga, puis s’emploie à diviser les partis politiques.

- 9 juin : Grand Prix automobile des Frontières.

- 13 juin : le pilote français de l'Aéropostale Henri Guillaumet est contraint de poser son appareil à 3 000 m d'altitude dans les Andes, près de la Laguna del Diamante, à l'occasion sa 92e traversée de la chaîne andine. Pierre Deley, alors chef de secteur de l'Aéropostale à Santiago-du-Chili part à sa recherche dès le vendredi 13,malgré la tempête de neige qui sévit encore sur la Cordillère. Il décollera à 14 reprises jusqu'au vendredi suivant 20 juin. Le dimanche matin 15 juin il survole l'avion de Guillaumet sans le voir, ce qui fera comprendre au pilote en détresse qu'il ne pourra se sauver qu'en partant à pied vers l'Est, vers les plaines argentines. Pierre Deley est rejoint le mardi 17 par son camarade Antoine de Saint-Exupéry, qui évoquera plus tard cette aventure dans Terre des Hommes. Les deux pilotes  rechercheront en vain leur camarade. Henri Guillaumet échappera seul à « l'enfer blanc » grâce à son courage et son énergie. Il avouera plus tard à Antoine de Saint-Exupéry cette phrase devenue célèbre : « Ce que j'ai fait, je le jure, aucune bête ne l'aurait fait. »

- 17 juin : mémorandum français (Aristide Briand) sur la fédération européenne.

- 19 juin : élection générale albertaine. John Edward Brownlee (United Farmers) est réélu premier ministre de l'Alberta.

- 20 juin (royaume d'Égypte) : le pouvoir est confié à Imaïl Sidqi, ancien wafdiste rallié au souverain.

- 21 juin : 
  - départ de la huitième édition des 24 Heures du Mans.
  - Un équipage d'aviateurs mexicain relie Mexico et New York en 16 heures et 33 minutes.

- 22 juin : victoire de Woolf Barnato et Glen Kidston sur une Bentley aux 24 Heures du Mans.

- 30 juin : 
  - évacuation définitive de l'Allemagne par les troupes Alliées.
  - Fin du mandat britannique sur le royaume d'Irak, prélude à l’indépendance, promise pour 1932. Le pays reste lié au Royaume-Uni par une alliance de 25 ans : coopération en matière de politique étrangère, maintien de deux bases aériennes britanniques, disposition du territoire irakien en cas de guerre, encadrement britannique de l’armée nationale.

## Naissances
- 2 juin : 
  - Charles Conrad, astronaute américain († 1999).
  - Claude Véga, imitateur, humoriste et comédien français († 11 avril 2022).
- 3 juin : 
  - Abbas Zandi, lutteur iranien († 30 octobre 2017).
  - Antonio Cubillo, avocat et homme politique indépendantiste canarien († 10 décembre 2012).
- 6 juin : Clélie Lamberty, peintre et plasticienne belge.
- 9 juin : Barbara, chanteuse française († 24 novembre 1997).
- 12 juin : Son Sen, ministre khmer rouge de la défense († 10 juin 1997).
- 15 juin : Odile Versois, comédienne française († 23 juin 1980).
- 16 juin : Gotthard Graubner, peintre allemand († 24 mai 2013).
- 17 juin : Romuald Twardowski, compositeur polonais († 13 janvier 2024).
- 19 juin : 
  - François Abadie, homme politique français, ancien ministre.
  - Gena Rowlands, actrice américaine, veuve de  John Cassavetes († 14 août 2024).
- 21 juin : Francisco D'Alessandri, cavalier argentin de dressage († 7 avril 2018).
- 22 juin : Youri Artioukhine, cosmonaute russe († 3 août 1998).
- 23 juin : 
  - Donn Eisele, astronaute américain († 2 décembre 1987).
  - Elza Soares, chanteuse brésilienne de samba († 20 janvier 2022).
- 24 juin : Claude Chabrol, cinéaste français († 12 septembre 2010).
- 27 juin : Ross Perot, homme d'affaires et politique américain ((† 9 juillet 2019)
- 29 juin :
  - Émile Marcus, évêque français, archevêque émérite de Toulouse.
  - Viola Léger, actrice canadienne († 28 janvier 2023).
  - Sławomir Mrożek, écrivain et dramaturge polonais († 15 août 2013).
- 30 juin : Ahmed Zaki Yamani, homme politique saoudien († 23 février 2021).

## Décès
- 20 juin : « Minuto » (Enrique Vargas González), matador espagnol (° 21 décembre 1870).